# Loxosceles pallalla
Espèce
Loxosceles pallalla est une espèce d'araignées aranéomorphes de la famille des Sicariidae.

## Distribution
Cette espèce est endémique de la région de Coquimbo au Chili,.

## Description
Le mâle holotype mesure 7,2 mm et la femelle paratype 8,6 mm.

## Publication originale
- Brescovit, Taucare-Ríos, Magalhães & Santos, 2017 : On Chilean Loxosceles (Araneae: Sicariidae): first description of the males of L. surca and L. coquimbo, new records of L. laeta and three remarkable new species from coastal deserts. European Journal of Taxonomy, vol. 388, p. 1-20.